# Paige Satchell
Paige Therese Satchell (* 13. April 1998 in Rotorua) ist eine neuseeländische Fußballspielerin, die für die neuseeländische Nationalmannschaft aktiv ist und seit September 2023 für die London City Lionesses spielt.

## Karriere
Satchell begann mit fünf Jahren mit dem Fußballspielen mit Knaben beim Ngongotaha AFC. Sie nahm im März 2014 mit der U-17-Mannschaft an der U-17-Fußball-Weltmeisterschaft der Frauen 2014 teil. Die Neuseeländerinnen wurden ohne Qualifikation vom ozeanischen Verband als Teilnehmer bestimmt. In Costa Rica konnten sie im ersten Spiel gegen Paraguay ein 1:1 erreichen, verloren dann aber gegen die beiden späteren Finalisten Japan und Spanien jeweils mit 0:3.
Im Oktober 2015 nahm sie an der U-20-Fußball-Ozeanienmeisterschaft der Frauen 2015 in Tonga teil, wo sie in drei Spielen eingesetzt wurde, die ihre Mannschaft mit insgesamt 69:0 Toren gewann. Sie selber konnte dazu drei Tore beitragen. Als Ozeanienmeister reisten sie dann im November 2016 nach Papua-Neuguinea zur U-20-Fußball-Weltmeisterschaft der Frauen 2016. Dort konnten sie zwar das erste Spiel gegen Ghana mit 1:0 gewinnen, verloren dann aber gegen Frankreich und die USA.
Am 4. Juni 2016 gab sie bei der 0:2-Niederlage gegen Australien ihr Debüt in der A-Nationalmannschaft. Sie begleitete die neuseeländische Mannschaft bei den Olympischen Spielen 2016 in Brasilien als Reservespielerin, kam aber auch aufgrund des frühen Ausscheidens ihrer Mannschaft nicht zum Einsatz. Ihre beiden nächsten Einsätze hatte sie wieder als Einwechselspielerin in den ersten beiden Gruppenspielen beim Zypern-Cup 2017. Ihre Mannschaft konnte lediglich das Spiel um Platz 9 gewinnen. Sie musste dann wieder bis zum Juni des nächsten Jahres auf weitere Einsätze in der A-Mannschaft warten.
Im Juli 2017 qualifizierte sich die U-20 ohne sie wieder souverän für die U-20-Fußball-Weltmeisterschaft der Frauen 2018 in Frankreich. Dort kam sie im August in drei Spielen zum Einsatz. Sie schossen aber nur beim 1:2 gegen die Niederlande ein Tor. Zwar erreichten sie gegen die Gastgeberinnen ein torloses Remis, durch ein 0:1 gegen Ghana wurde sie aber Gruppenletzte.
Bei der Fußball-Ozeanienmeisterschaft der Frauen 2018 wurde sie in drei der fünf Spiele eingesetzt und erzielte beim 8:0 gegen Neukaledonien ihr erstes Länderspieltor. Im zweiten Gruppenspiel gegen die Cookinseln stand sie erstmals in der Startelf. Als Turniergewinner qualifizierten sich die Neuseeländerinnen für die WM 2019 und die Olympischen Spiele 2020.
Ende Februar/Anfang März gehörte sie zum Kader, der am Cup of Nations teilnahm, wurde dort in drei Spielen eingesetzt, wobei sie einmal in der Startelf stand. Am 29. April wurde sie als drittjüngste Spielerin für die WM in Frankreich nominiert.  Bei der WM, bei der die Neuseeländerinnen nach der Gruppenphase ausschieden, hatte sie nur einen 16-minütigen Kurzeinsatz gegen die Niederlande.
Schon vor der WM hatte sie einen Vertrag beim deutschen Bundesligisten SC Sand erhalten. Beim SC kam sie aber nur zu neun Einsätzen in der Saison 2019/20. Danach ging es nach Australien, zunächst zu Canberra United und dann zum Sydney FC.
Am 25. Juni 2021 wurde sie für die wegen der COVID-19-Pandemie um ein Jahr verschobenen Olympischen Spielen in Tokio nominiert. In Japan kam sie bei den Niederlagen in den Gruppenspielen gegen Weltmeister USA, Australien und Schweden zum Einsatz. Danach schieden die Ferns aus.
Am 30. Juni wurde sie für den Kader der Mannschaft bei der Weltmeisterschaft 2023 nominiert, kam im ersten der drei Spiele ihres Teams zum Einsatz und schied mit ihrer Mannschaft nach der Vorrunde aus.
Im August 2023 erhielt sie einen Einjahresvertrag bei den London City Lionesses.
Im März 2025 erhielt sie einen Vertrag beim Hibiscus Coast AFC.

## Erfolge
- U-20-Ozeanienmeister 2015
- Ozeanienmeister 2018